# Sportska dvorana Marino Cvetković
https://www.openstreetmap.org/search?query=Sportska+dvorana+Marino+Cvetkovi%C4%87#map=19/
Sportska dvorana Marino Cvetković nalazi se u Opatiji i nosi ime po poginulom branitelju Domovinskoga ratu i opatijskom košarkašu Marinu Cvetkoviću.
U Opatiji je otvorena 2014. godine, a izgradnja je započela 17. listopada 2011. Glavni arhitekt bio je Borot Petanjek, a nakon njegove smrti projekt je nastavila Milka Šuput. Bio je kratak rok izgradnje od tri godine. Ukupna cijena s opremom dosegla je 47 milijuna kuna.
Na 11 000 kvadrata proteže se multifunkcionalni objekt. Glavni teren ima 1 217 mjesta. Ima veliku dvoranu (1 800 m²) i malu dvoranu (200 m²) za rekreaciju.
U dvorani se održavaju razne manifestacije: sportske (rukomet, košarka, odbojka i dr.), kulturne (Dora), poslovne i zabavne. Čuva spomen na opatijske branitelje kroz spomen ploču na ulazu.